# Onthophagus birugifer
Onthophagus birugifer là một loài bọ cánh cứng trong họ Bọ hung (Scarabaeidae).